# Tamako Market
Tamako Market (たまこまーけっと Tamako Māketto?) es una serie producida por los estudios Kyoto Animation y dirigida por Naoko Yamada. Es el primer anime creado de forma original por el estudio, ya que no se trata de una adaptación de ningún manga, videojuego o novela ligera en particular. El mismo equipo que trabajó en K-ON! se encargó de crear esta serie.
La serie narra la historia de Tamako Kitashirakawa, una niña de carácter dulce cuya familia regenta un negocio de mochi y de la relación que esta tiene con su familia y amigos, especialmente con Mochizō Ōji. Este último alberga sentimientos de amor hacia Tamako desde la infancia, aunque sus familias sean rivales en el negocio de mochi. También es parte de la historia un loro peculiar de nombre Dera Mochi'mazzui y llamado comúnmente «Tori» —«pájaro», en japonés—  que puede hablar y que convive con la familia de Tamako, con quien compartirá toda clase de aventuras.
La serie se estrenó el 13 de enero de 2013 en la cadena televisiva Tokyo MX.

## Argumento

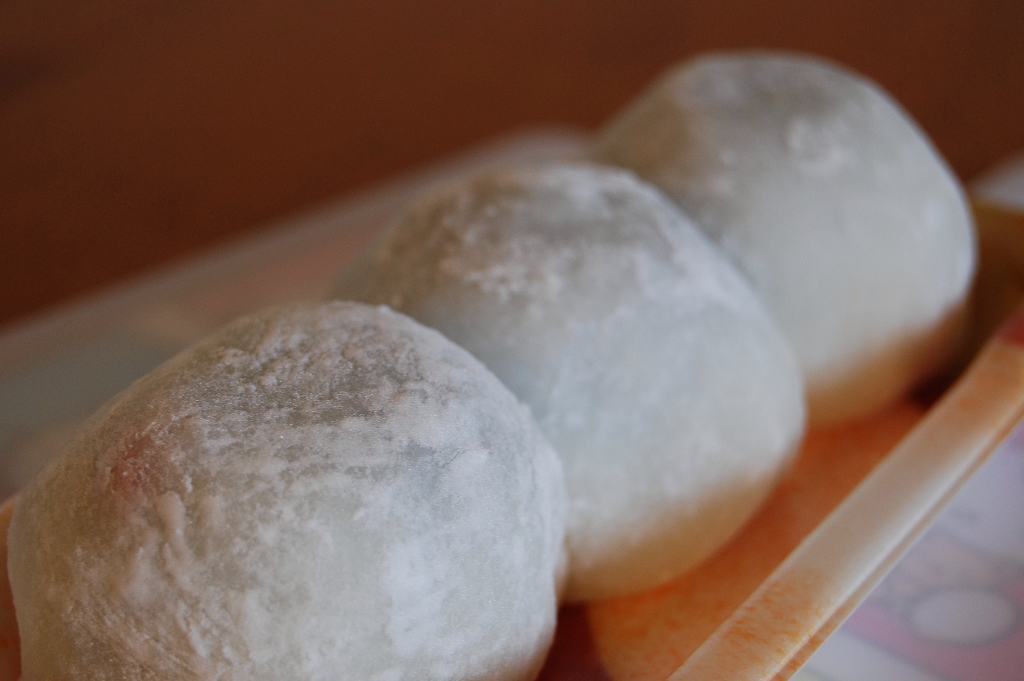
Imagen de un mochi, platillo japonés que tiene un papel fundamental en la serie

En el distrito comercial de una determinada ciudad, se encuentra Tamako, la hija del dueño una tienda de pasteles de arroz (Mochi); ella es una adorable chica amante de los pasteles de arroz quien acaba de entrar al instituto. Tamako dedica su vida a jugar con sus amigas Midori y Kanna en el club de Bastoneras de su escuela.
Tamako ama a todos los demás tenderos como si fueran de su familia por lo que es muy querida por mucha gente. Todos los días son atareados en el distrito pero el día más atareado es el último día del año. Curiosamente el cumpleaños de Tamako es en la víspera de año nuevo, por lo que cada año el distrito comercial hace un gran acontecimiento para felicitarla, motivo por el cual a Mochikura se le hace muy difícil entregarle un regalo, cosa que hasta ahora no ha logrado.
Mochizou Ooji es amigo de la infancia de Tamako de quien está secretamente enamorado, pero existe un pequeño problema, Midori la mejor amiga de Tamako teme perderla por lo que se interpondrá en el camino de Mochizou, para que este no le diga sus sentimientos y se le confiese. En Nochevieja, el día del cumpleaños de Tamako, Mochikura decide entregarle a la muchacha un regalo que lleva años intentando darle. De repente, Tamako encuentra un ave peculiar llamado Dera envuelto en un ramo de flores del distrito, quien asegura ser un ave real con la misión de encontrar a la prometida de su príncipe. Con su llegada dará comienzo a un año como ningún otro.

## Personajes
Tamako Kitashirakawa (北白川 たまこ Kitashirakawa Tamako?)
Seiyū: Aya Suzaki (japonés), Margaret McDonald (inglés)
Ella es una chica un tanto ingenua y carente de sentido común. A menudo no suele entender las indirectas y no es muy buena con los juegos de palabras, pero lo que le falta en eso le sobra en cordialidad y habilidad culinaria, pues es muy buena haciendo Mochis y no le va mal en la tarea de cocinar. Cuando estaba en cuarto de primaria su Madre murió por lo que Tamako tuvo que encargarse de cuidar a su hermana menor Anko, ayudar en las labores del hogar y de la tienda de Mochis.
Cuando las clases terminan ella va al club de Bastoneras al cual pertenece para ejercer las actividades de este y reunirse con sus amigas: Midori y Kanna. Tamako tiene una tercera amiga llamada Asagiri, pero esta pertenece al club de Bádminton. Tamako destaca en su sentido de amistad, su buena educación y su responsabilidad, pero como se mencionó anteriormente falla en su forma de entender las indirectas y por otro lado a pesar de pertenecer al club de Bastoneras sus reflejos son algo lentos, esto queda demostrado cuando Mochizou le lanza el teléfono de cartón por la ventana y la golpea en la cara.
Mochizō Ōji (大路 もち蔵 Ōji Mochizō?)
Seiyū: Atsushi Tamaru (japonés), Clint Bickham (inglés)
Es el vecino de en frente de Tamako e hijo del rival del padre de nuestra protagonista, es un joven un tanto tímido y obvio, pues no es muy bueno mintiendo. A pesar de asistir a la misma escuela que Tamako, están en clases y clubes diferentes por lo que solo interactúan cuando están en la plaza comercial montaña conejito. El pertenece al club de Cinematografía, por lo cual podría decirse que esto es su hobby.
Cuando era muy niño el padre de Tamako se enojó porque al hablar de ventana a ventana hacían mucho ruido, por esta razón su mamá le hizo un teléfono con vasos de cartón y un cordón para que hablasen sin tener que gritar y molestar. Mochizou está enamorado de Tamako, pero no logra decírselo en mayor parte por su timidez.
Midori Tokiwa (常盤 みどり Tokiwa Midori?)
Seiyū: Yūki Kaneko (japonés), Juliet Simmons (inglés)
La Mejor amiga de Tamako, ellas han estudiado juntas desde el 4.º de primaria razón por la que cree conocerla mejor que Mochizou, aunque el la conoce prácticamente desde que nació. Al parecer Midori es un tanto celosa, esto lo demuestra cuando Mochizou se le quiere declarar a Tamako, pero a pesar de esto se podría decir que Midori es una buena persona, porque no le guarda ninguna clase de rencor a Mochizou. Ella demuestra ser muy cariñosa y buena amiga.
Shiori Asagiri (朝霧 史織 Asagiri Shiori?)
Seiyū: Yurie Yamashita (japonés), Krystal LaPorte (inglés)
En un principio aparenta serle indiferente a Tamako, pero en realidad no es eso sino que ella es demasiado tímida y se avergonzaba cada vez que Tamako la miraba fijamente. Ella entabla su amistad con Tamako después de llevarle a Dera, pues esta la invita a pasar para comer Mochi y posteriormente la invita a cenar. El rasgo que más la identifica es su personalidad callada y tímida, y el club al que pertenece es el de Bádminton.
Kanna Makino (牧野 かんな Makino Kanna?)
Seiyū: Juri Nagatsuma (japonés), Caitlynn French (inglés)
La otra mejor amiga de Tamako, una chica seria, relajada y muy tranquila que tiene una afición por los ángulos rectos y las medidas debido a que su padre es carpintero. Es una persona a la que no le afecta lo que los demás piensen de ella, pero si presenta una gran debilidad ante las alturas, su mayor temor y las aves, su alergia más fuerte. Le fascina llevar consigo cosas pesadas como un martillo.
Dera Mochimazzi (デラ・モチマッヅィ Dera Mochimazzi?)
Seiyū: Takumi Yamazaki (japonés), Jay Hickman (inglés)
Es un ave enviada por el príncipe de una isla en el sur con la misión de encontrarle una novia al heredero real, para que este asuma el mandato de su país, todo iba a bien hasta que se queda dormido en un campo de flores y es empaquetado en una caja, llegando por accidente al Distrito comercial Montaña Conejito, más específicamente a una floristería, por este motivo conocerá a Tamako y se quedara vivir con ella debido a que engorda por comer demasiado Mochi.
Se ve a sí mismo como parte de la misma realeza por lo que es un tanto engreído, pero en realidad posee buenos sentimientos, deja ver esto cuando trata de ayudar a Mochizou para que se le declare a Tamako. Él se enamoró de Asagiri y al parecer no comprende que ambos no pueden estar juntos.

## Contenido

### Manga
Tamako Market es la primera producción completamente original de Kyoto Animation, ya que no se basa en un manga, novela o videojuego. La serie fue dirigida por Naoko Yamada —reconocida por dirigir la serie K-ON! y su secuela—, mientras que el guion fue escrito por Reiko Yoshida.
El diseño de personajes fue realizado por Yukiko Horiguchi, quien decidió utilizar el mismo estilo moe que usó para los personajes de K-ON!. Los personajes de Tamako Market presentan características físicas muy similares a los de K-ON! y Kokoro Connect. La banda sonora de la serie corrió por cuenta de Tomoko Kataoka y el sonido, de Yota Tsuruoka.

### Anime
La serie de anime fue producida por los estudios Kyoto Animation, salió al aire en el canal Tokyo MX entre el 10 de enero y 28 de marzo de 2013. El director fue Naoko Yamada, el guion estuvo a cargo de Reiko Yoshida, el director de arte fue Ikuko Tamine, el diseño de los personajes fue de Yukiko Horiguchi y la música fue compuesta por Tomoko Kataoka. El paquete de Blu-Ray y DVD incluye pequeños episodios adicionales lanzados el 20 de marzo de 2013. El opening es «Dramatic Market Ride» (ドラマチックマーケットライド Doramachikku Māketto Raido) y el ending es «Neguse» (ねぐせ, Bedhead), interpretado por Aya Suzaki, actriz de voz de la protagonista. El anime fue licenciado en Estados Unidos por Sentai Filmworks y en el Reino Unido se emitió por Anime on Demand.
Una secuela en forma de película animada titulada Tamako Love Story (たまこラブストーリー) se estrenó en Japón el 26 de abril de 2014 y fue producida por el mismo equipo y elenco del anime. El opening es «Koi no Uta» (恋の歌), interpretado por Mamedai Kitashirakawa (Keiji Fujiwara). Aya Suzaki interpretó la canción principal de la cinta: «Principle» (プリンシプル).

#### Lista de episodios
| #  | Título | Estreno               |
| -- | --- | --------------------- |
| 1  | «Esa linda chica es la hija del dueño de la tienda de mochi» «Ano Ko wa Kawaii Mochiya no Musume» (あの娘はかわいいもち屋の娘) | 10 de enero de 2013   |
| 2  | «Un día de San Valentín floreciendo con amor» «Koi no Hanasaku Barentain» (恋の花咲くバレンタイン)                             | 17 de enero de 2013   |
| 3  | «Esa chica cool» «Kūru na Ano Ko ni Atchitchi» (クールなあの子にあっちっち)                                                    | 24 de enero de 2013   |
| 4  | «Un pequeño amor ha florecido» «Chīsana Koi, Saichatta» (小さな恋、咲いちゃった)                                               | 31 de enero de 2013   |
| 5  | «Pasamos la noche juntos» «Ichiya o Tomo ni Sugoshita ze» (一夜を共に過ごしたぜ)                                               | 7 de febrero de 2013  |
| 6  | «Mi columna también se congeló» «Ore no Sesuji mo Kōtta ze» (俺の背筋も凍ったぜ)                                               | 14 de febrero de 2013 |
| 7  | «Se convirtió en novia» «Ano Ko ga Oyome ni Itchatta» (あの子がお嫁に行っちゃった)                                             | 21 de febrero de 2013 |
| 8  | «No me llames cobarde» «Niwatori dato wa Iwasenē» (ニワトリだとは言わせねぇ)                                                   | 28 de febrero de 2013 |
| 9  | «Cantando una canción de amor» «Utatchaunda, Koi no Uta» (歌っちゃうんだ、恋の歌)                                              | 7 de marzo de 2013    |
| 10 | «Una flor nace» «Ano Ko no Baton ni Hana ga Saku» (あの子のバトンに花が咲く)                                                   | 14 de marzo de 2013   |
| 11 | «¿Quién sabe si será una princesa?» «Masaka Ano Ko ga Purinsesu» (まさかあの娘がプリンセス)                                    | 21 de marzo de 2013   |
| 12 | «Otro año termina.» «Kotoshi mo Mata Kuretetta» (今年もまた暮れてった)                                                         | 28 de marzo de 2013   |